# Speziallandtag
Ein Speziallandtag (auch Sonderlandtag) war ein Landtag eines Teilgebietes eines Staates, der nur durch die Personalunion des Herrschers oder der Herrscherfamilie verbunden war. Traten die Stände des gesamten Staates zusammen, so sprach man von Gesamtlandtag, Samtlandtag oder Gemeinsamem Landtag.

## Liste von Speziallandtagen
| Staat                          | Gesamtlandtag                                       | Speziallandtage                                                                                |
| ------------------------------ | --------------------------------------------------- | ---------------------------------------------------------------------------------------------- |
| Fürstentum Waldeck-Pyrmont     | Landtag von Waldeck-Pyrmont                         | Spezial-Landtag für das Fürstentum Pyrmont                                                     |
| Herzogtum Sachsen-Coburg-Gotha | Gemeinschaftlicher Landtag Sachsen-Coburg und Gotha | Coburger Landtag und Gothaer Landtag                                                           |
| Landgrafschaft Hessen          | Landstände der Landgrafschaft Hessen                | Landstände der Landgrafschaft Hessen-Darmstadt und Landstände der Landgrafschaft Hessen-Kassel |
| Herzogtum Anhalt               | Landtag des Herzogtums Anhalt                       | Landtag des Herzogtums Anhalt-Dessau und Landtag des Herzogtums Anhalt-Köthen                  |